# Iris formosana
Iris formosana là một loài thực vật có hoa trong họ Diên vĩ. Loài này được Ohwi miêu tả khoa học đầu tiên năm 1934.